# マーカス・オリベイラ
マーカス・オリベイラ（Marcus Oliveira、1979年3月18日 - ）は、アメリカ合衆国の男性プロボクサー。ウィスコンシン州ケシーナ出身。打撃戦が得意で中でも高速連打が最大の武器になっている。

## 来歴
2006年4月5日、カンザスシティでプロデビューを果たし初回1分20秒TKO勝ち。デビュー戦を白星で飾った。
2008年2月9日、WBC世界ライトヘビー級7位ニック・コックとUSBC（全米ボクシング評議会）全米ライトヘビー級王座決定戦を行い10回1-1の三者三様の引き分けに終わり、王座獲得に失敗した。
2008年8月29日、ミネソタ州グランド・カジノでフィル・ウィリアムスと対戦しオリベイラが3回に2度ダウンを奪われ、6回にもダウンを追加されてストップ寸前まで追い詰められた。7回オリベイラが捨て身覚悟で反撃し7回大逆転KO勝ち。
2011年11月5日、クリス・エッペイと対戦し4回1分16秒TKO勝ちを収めた。
2012年10月27日、自身初の海外試合をベネズエラカラカスのパルクゥエ・ナシオネス・ユニデスでWBAフェデボルライトヘビー級王座決定戦をリッキー・トーレスと行った。トーレスを初回からパワーで圧倒し初回2分41秒TKO勝ちを収め、王座獲得に成功した。
2013年4月12日、ネバダ州ラスベガスのシアシャー・アイランド・カジノでWBA世界ライトヘビー級3位ライアン・コインと対戦し、11回1分15秒TKO勝ちを収めた。
2013年12月14日、ベイブット・シュメノフのスーパー王座認定に伴い空位になったWBA世界ライトヘビー級王座決定戦をノイブランデンブルクのヤーン・シュポルト・フォールムにてWBA世界同級2位で元WBO世界同級王者のユルゲン・ブリーマーと対戦し、プロ初黒星となる0-3（112-115、110-117、110-117）の判定負けを喫し王座獲得に失敗した。

## 獲得タイトル
- WBAフェデボルライトヘビー級王座